# Rainer Furch
Rainer Furch (* 30. Juli 1964 in Neuwied) ist ein deutscher Schauspieler.

## Leben
Rainer Furch wuchs in Kirn auf. Nach dem Abitur studierte er von 1983 bis 1988 Germanistik, Anglistik und Philosophie an der Johannes Gutenberg-Universität Mainz. Während dieser Zeit arbeitete Furch jeweils als freier Mitarbeiter in den Redaktionen der Mainzer Allgemeinen Zeitung und der Rhein-Zeitung sowie in der Redaktion „Theater und Musik“ beim ZDF. Im Jugendtheaterensemble des Mainzer unterhauses machte er in diesen Jahren auch seine ersten schauspielerischen Erfahrungen. Nach Abschluss seines Studiums ging Furch nach München und erhielt an der dortigen Neuen Münchner Schauspielschule von 1989 bis 1992 seine künstlerische Ausbildung. In der Spielzeit 1992/93 hatte er sein erstes Engagement am Nationaltheater München und spielte dort unter der Regie von August Everding den Sohn der Titelfigur in Krzysztof Pendereckis Oper Ubu Rex. Es schloss sich eine dreijährige Verpflichtung an die Badische Landesbühne in Bruchsal an, ehe Furch von 1997 bis 2001 an die Württembergische Landesbühne Esslingen ging. Seit 2001 gehört er dem Ensemble des Pfalztheaters Kaiserslautern an.
Bekannte Rollen seiner bisherigen Laufbahn waren neben vielen anderen der Karl Moor in Die Räuber von Friedrich Schiller, Stephen Kowalski in Tennessee Williams’ Endstation Sehnsucht oder die Titelrolle in Goethes Faust an der Badischen Landesbühne. Letzteren spielte Furch auch in Esslingen, ferner dort den Gunter in den Nibelungen von Friedrich Hebbel und den Dr. Stockmann in Ibsens Volksfeind. Am Pfalztheater sah ihn das Publikum bislang als Orgon in Molières Tartuffe, er verkörperte Fritz Walter in Die Helden von Bern von Klaus Stawecki und Raymond Tarabay, war Petruchio in Der Widerspenstigen Zähmung von William Shakespeare, Werner Heisenberg in Michael Frayns Schauspiel Kopenhagen, König Philipp in Schillers Don Karlos, George in „Wer hat Angst vor Virginia Woolf?“, Prospero in „Der Sturm“, Macbeth in „Macbeth“ und Hagen in „Die Nibelungen“.
Daneben schreibt und inszeniert Rainer Furch auch. Aus seiner Feder stammen die Monologe Hand aufs Herz und Fritz Wunderlich und ich, die ihre Uraufführung am Pfalztheater erlebten, sowie die in Esslingen uraufgeführte Tragikomödie Ach Achim. Regie führte er neben anderen Projekten bei Brundibár, einer Kinderoper von Hans Krása und Adolf Hoffmeister, und einer Fassung von Mozarts Zauberflöte in der Stiftskirche Kaiserslautern.
Sein Kameradebüt gab Furch 1993 in dem Kurzfilm Und Tschüss. Seit Mitte der 2000er Jahre ist er häufiger im Fernsehen präsent, so mehrfach in Episoden der Reihe Tatort und gastweise bei der SOKO Köln, in Ein Fall für zwei oder bei den Pfefferkörnern. 2014 spielte er den Fahrlehrer Hubert in dem mehrfach ausgezeichneten Fernsehfilm Ein Geschenk der Götter.
Rainer Furch ist mit der Autorin Madeleine Giese verheiratet und lebt in Kaiserslautern.

## Filmografie (Auswahl)
- 1993: Und Tschüss (Kurzfilm)
- 1999: Die Hochzeitskuh
- 2005: In Sachen Kaminski
- 2007: Ein Fall für zwei – Vertrauenssache
- 2007: Ein Fall für zwei – Tödliche Besessenheit
- 2007: Tatort – Der Tote vom Straßenrand (Fernsehreihe)
- 2008: Selbstgespräche
- 2009–2010: Verbotene Liebe (8 Folgen als Howard Oberkampf)
- 2010: Mein Leben im Off
- 2010: Scheidung für Fortgeschrittene
- 2010: Ein Leben auf Probe
- 2011: SOKO Köln – Aufgeflogen!
- 2013: Tatort – Eine Handvoll Paradies
- 2013: Der große Schwindel
- 2013: Verbotene Liebe (2 Folgen als Rolf Waldemann)
- 2014: Tatort – Adams Alptraum
- 2014: Tatort – Zirkuskind
- 2014: Tatort – Wahre Liebe
- 2014: Frauchen und die Deiwelsmilch
- 2014: Ein Geschenk der Götter
- 2014: Ein todsicherer Plan
- 2015: Phönixsee – Serie
- 2015: Die Pfefferkörner – Die Superhelden
- 2016: Wilsberg – Tod im Supermarkt (Fernsehreihe)
- 2016: Der Lehrer – Schwing die Hufen Blondie!
- 2016: In aller Freundschaft – Die jungen Ärzte – Die Richtigen
- 2016: Bad Banks – Die Kündigung
- 2017: Nord bei Nordwest – Der Transport (Fernsehreihe)
- 2017: Mord in bester Gesellschaft – Winters letzter Fall (Fernsehreihe)
- 2017: Alarm für Cobra 11 – Die Autobahnpolizei – Die verlorenen Kinder (Fernsehserie)
- 2017: Tatort – Böser Boden
- 2017: Notruf Hafenkante – Schweigen ist Gold (Fernsehserie)
- 2017: Fremde Tochter
- 2018: Keiner schiebt uns weg
- 2018: Aldi – Eine deutsche Geschichte
- 2018: Aenne Burda – Die Wirtschaftswunderfrau
- 2019: Nord bei Nordwest – Gold!
- 2019: Die Spezialisten – Im Namen der Opfer – Die Engelmacherin
- 2019: Der Zürich-Krimi – Borchert und der Sündenfall
- 2019: Marie fängt Feuer – Stürmische Zeiten
- 2019: SOKO München – Ungleiche Brüder
- 2020: Nord bei Nordwest – Dinge des Lebens
- 2020: Stralsund: Blutlinien
- 2020: Kein einfacher Mord
- 2021: Nord bei Nordwest – Im Namen des Vaters
- 2021: Stralsund: Das Manifest
- 2021: Stralsund: Medusas Tod
- 2021: Tatort: Blind Date
- 2022: In aller Freundschaft – Die jungen Ärzte – Freier Fall
- 2023: Tatort: Unten im Tal
- 2024: Nord bei Nordwest – Kobold Nr. Vier

## Hörspiele
- 2000: Der abenteuerliche Simplicissimus (Teil 1 und 2) – Autor: Johann Jakob Christoffel von Grimmelshausen – Regie: Hans Gerd Krogmann
- 2010: Radio-Tatort: Hoffnungsschimmer – Autor: Erhard Schmied – Regie: Stefan Dutt
- 2010: Schlaflos – Autorin: Cécile Wajsbrot – Regie: Beatrix Ackers
- 2017: Radio-Tatort: Alles fließt – Autor: Erhard Schmied
- 2017: Radio-Tatort: Paradise City (ARD Jubiläums Tatort)